# Porog

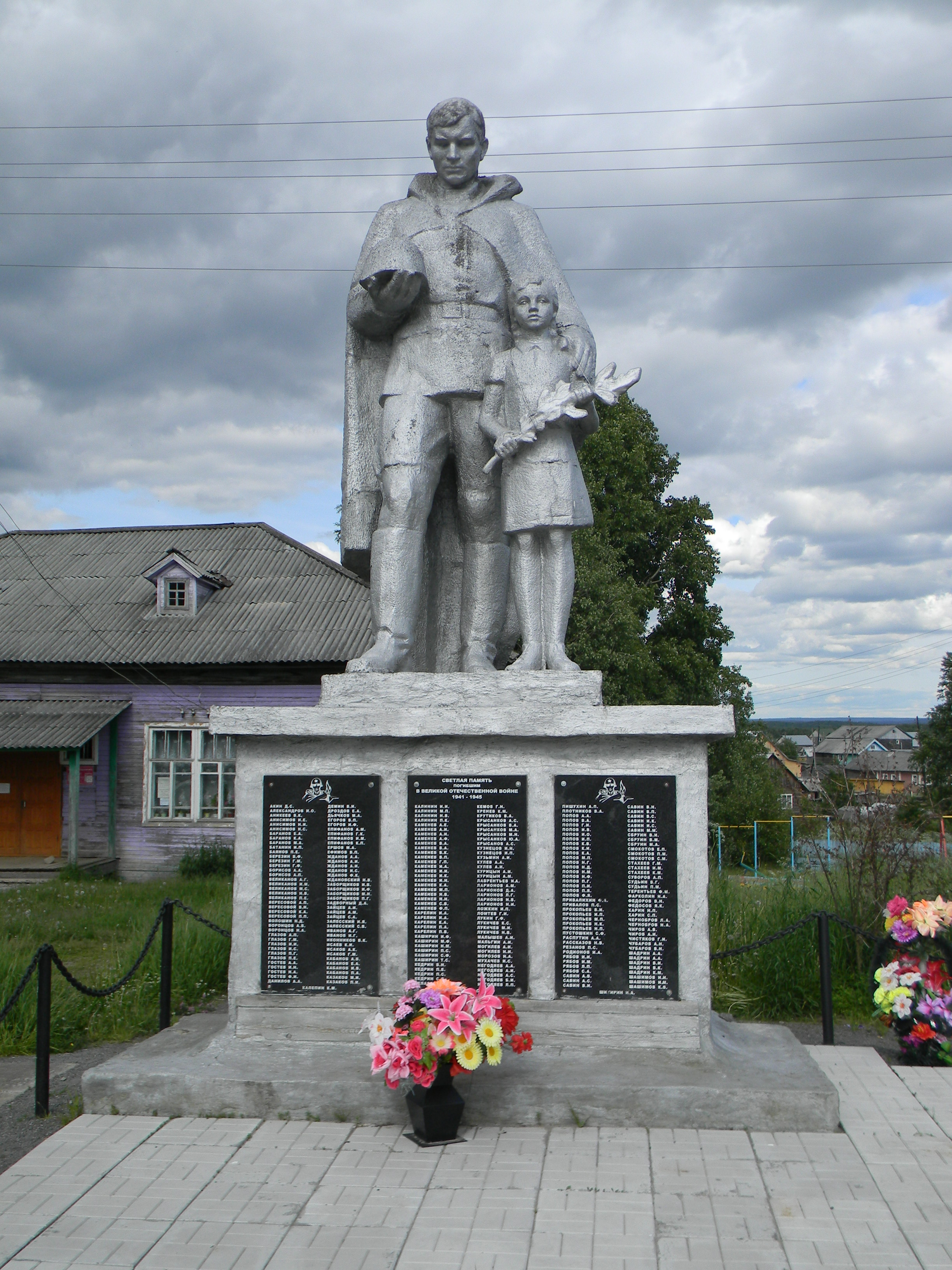
Monument aux morts de la Grande Guerre patriotique (1941-1945).

Porog (Порог) est un village du nord de la Russie situé dans le raïon d'Onega de l'oblast d'Arkhangelsk. C'est le centre administratif de la municipalité rurale de Porog à laquelle sont rattachés une vingtaine de hameaux et villages regroupant 1 029 habitants en 2020. Le village de Porog lui-même comptait 564 habitants en 2012.

## Géographie

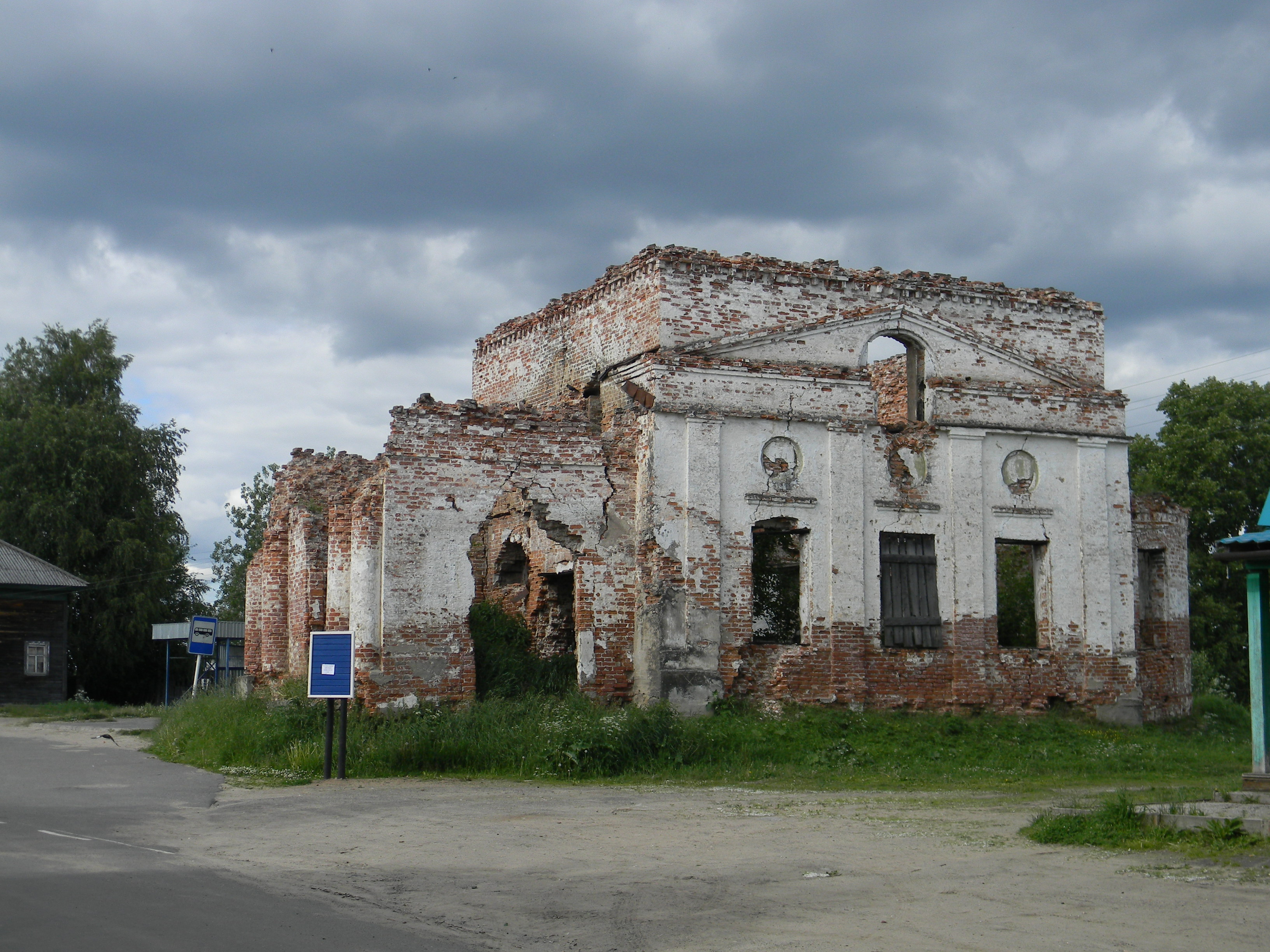
Ruine de l'église de l'Intercession.

Le village se trouve sur la rive droite du fleuve Onega près de sa confluence avec la rivière Vongouda. Le village est dominé par une grande antenne de télévision. En face de Porog, sur la rive gauche de l'Onega, se trouve le village de Pavlovskaïa. Au nord du village de Porog, près du lac Domachnoïe, se trouve un hameau (poste 243 km) formé près d'une branche du chemin de fer du Nord se dirigeant vers la ville d'Onega.

## Population
Au recensement du 1er janvier 1896, le village comptait 770 habitants dans 135 foyers. En 2002, il comptait 487 habitants et en 2012, 564 habitants.

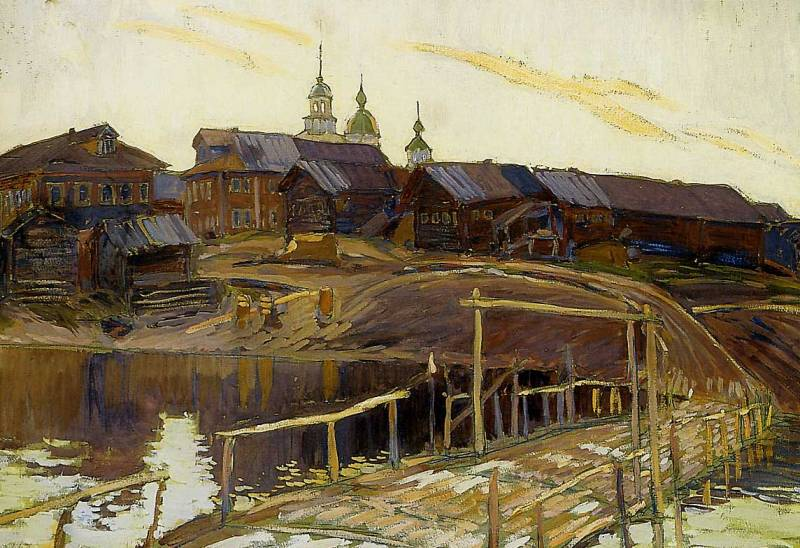
Le Village de Porog sur l'Onega
par Vassili Perepliotchikov (1911).